# Liste des albums musicaux numéro un au Billboard 200 en 1965
Cette page liste les albums musicaux ayant eu le plus de succès au cours de l'année 1965 aux États-Unis d'après le magazine Billboard.

## Historique
| Date         | Artiste(s)                      | Titre                            | Référence |
| ------------ | ------------------------------- | -------------------------------- | --------- |
| 2 janvier    | Elvis Presley / Bande originale | Roustabout                       |           |
| 9 janvier    | The Beatles                     | Beatles '65                      |           |
| 16 janvier   | The Beatles                     | Beatles '65                      |           |
| 23 janvier   | The Beatles                     | Beatles '65                      |           |
| 30 janvier   | The Beatles                     | Beatles '65                      |           |
| 6 février    | The Beatles                     | Beatles '65                      |           |
| 13 février   | The Beatles                     | Beatles '65                      |           |
| 20 février   | The Beatles                     | Beatles '65                      |           |
| 27 février   | The Beatles                     | Beatles '65                      |           |
| 6 mars       | The Beatles                     | Beatles '65                      |           |
| 13 mars      | Bande originale                 | Mary Poppins                     |           |
| 20 mars      | Bande originale                 | Goldfinger                       |           |
| 27 mars      | Bande originale                 | Goldfinger                       |           |
| 3 avril      | Bande originale                 | Goldfinger                       |           |
| 10 avril     | Bande originale                 | Mary Poppins                     |           |
| 17 avril     | Bande originale                 | Mary Poppins                     |           |
| 24 avril     | Bande originale                 | Mary Poppins                     |           |
| 1er mai      | Bande originale                 | Mary Poppins                     |           |
| 8 mai        | Bande originale                 | Mary Poppins                     |           |
| 15 mai       | Bande originale                 | Mary Poppins                     |           |
| 22 mai       | Bande originale                 | Mary Poppins                     |           |
| 29 mai       | Bande originale                 | Mary Poppins                     |           |
| 5 juin       | Bande originale                 | Mary Poppins                     |           |
| 12 juin      | Bande originale                 | Mary Poppins                     |           |
| 19 juin      | Bande originale                 | Mary Poppins                     |           |
| 26 juin      | Bande originale                 | Mary Poppins                     |           |
| 3 juillet    | Bande originale                 | Mary Poppins                     |           |
| 10 juillet   | The Beatles                     | Beatles VI                       |           |
| 17 juillet   | The Beatles                     | Beatles VI                       |           |
| 24 juillet   | The Beatles                     | Beatles VI                       |           |
| 31 juillet   | The Beatles                     | Beatles VI                       |           |
| 7 août       | The Beatles                     | Beatles VI                       |           |
| 14 août      | The Beatles                     | Beatles VI                       |           |
| 21 août      | The Rolling Stones              | Out of Our Heads                 |           |
| 28 août      | The Rolling Stones              | Out of Our Heads                 |           |
| 4 septembre  | The Rolling Stones              | Out of Our Heads                 |           |
| 11 septembre | The Beatles / Bande originale   | Help!                            |           |
| 18 septembre | The Beatles / Bande originale   | Help!                            |           |
| 25 septembre | The Beatles / Bande originale   | Help!                            |           |
| 2 octobre    | The Beatles / Bande originale   | Help!                            |           |
| 9 octobre    | The Beatles / Bande originale   | Help!                            |           |
| 16 octobre   | The Beatles / Bande originale   | Help!                            |           |
| 23 octobre   | The Beatles / Bande originale   | Help!                            |           |
| 30 octobre   | The Beatles / Bande originale   | Help!                            |           |
| 6 novembre   | The Beatles / Bande originale   | Help!                            |           |
| 13 novembre  | Bande originale                 | La Mélodie du bonheur            |           |
| 20 novembre  | Bande originale                 | La Mélodie du bonheur            |           |
| 27 novembre  | Herb Alpert's Tijuana Brass     | Whipped Cream and Other Delights |           |
| 4 décembre   | Herb Alpert's Tijuana Brass     | Whipped Cream and Other Delights |           |
| 11 décembre  | Herb Alpert's Tijuana Brass     | Whipped Cream and Other Delights |           |
| 18 décembre  | Herb Alpert's Tijuana Brass     | Whipped Cream and Other Delights |           |
| 25 décembre  | Herb Alpert's Tijuana Brass     | Whipped Cream and Other Delights |           |